# The Young Bucks
The Young Bucks son un equipo en pareja de lucha libre profesional consistente en los hermanos Matt y Nick Massie, conocidos en el ring como Matt Jackson o Max Buck y Nick Jackson o Jeremy Buck. Han firmado con All Elite Wrestling (AEW) como vicepresidentes ejecutivos. Los Bucks era más notablemente conocidos en New Japan Pro-Wrestling (NJPW) y Ring of Honor (ROH), Pro Wrestling Guerrilla (PWG) y Lucha Libre AAA Worldwide (AAA). También trabajaron anteriormente para Total Nonstop Action Wrestling como Generation Me (estilizado como GenMe) bajo los nombres de Max y Jeremy Buck.
El equipo es conocido por su uso excesivo de superkicks (apodado la "fiesta del superkick") y movimientos de alto vuelo en sus luchas.
Son treinta y siete veces Campeones en Parejas entre sus reinados destacan ser dos veces Campeones Mundiales en Parejas de AEW, una vez Campeones Mundiales de Tríos de AEW, tres veces Campeones Mundiales en Parejas de ROH, cuatro veces Campeones Mundiales en Parejas de PWG, una vez Campeones en Parejas de la IWGP y una vez Campeones Mundiales en Parejas de la AAA. Además fueron de siete veces Campeones en Parejas de Peso Pesado Junior de la IWGP, tres veces Campeones en Parejas de Seis-Hombres de Peso Abierto de NEVER con Kenny Omega (en dos ocasiones) y Marty Scurll (en una ocasión) y tres veces Campeones Mundiales en Parejas de Seis-Hombres de ROH (con Adam "Hangman" Page y Cody Rhodes).
Los Bucks fueron el primer equipo en ganar títulos en ROH, PWG, NJPW, AAA y AEW.

## Carrera

### Primeros años (2001–2004)
En el 2001, la familia Massie puso un ring en el patio trasero y los tres hermanos comenzaron a luchar entre ellos para imitar algo que había visto en la televisión. A la edad de 18 o 19 años, Matt comenzó formación dentro de la lucha libre profesional en La Mirada y City of Industry, California, en la Revolution Pro Wrestling School, denominada "Rudos Dojo", entrenando principalmente con Ron Rivera, Disco Machine, Scorpio Sky y Super Dragón, entre otros. Matt asistió a la escuela con su buen amigo Dustin Cutler y los dos le enseñaron lo que aprendieron a sus amigos de cuando volvieron a casa. Finalmente Nick se unió a su hermano y asistió a algunos entrenamientos en su escuela. Matt, Nick y Dustin tuvieron su primera lucha profesional de primera en un evento de Alternative Wrestling Show, el cual se celebró el 8 de agosto de 2004. Matt trabajó como "Fluffy the Dog", Dustin se vistió como hillbilly y Nick fue el árbitro que participó con una máscara de El Santo. Poco después, Matt comenzó a luchar junto a Nick en las empresas Revolution Pro y Revolution X, donde salían vestidos con trajes de pollo, luchando bajo el nombre de "Los Gallineros".

### High Risk Wrestling (2004–2009)
En octubre de 2004, con la ayuda de su familia, Matt abrió su propia empresa independiente de lucha libre, a la cual llamó High Risk Wrestling. Matt originalmente sería el dueño de HRW solo, pero tuvo la ayuda de sus hermanos Nick, Malalchi y bueno amigo Dustin Cutler (estos tres, con el tiempo se harían cargo de la empresa). Brandon Cutler y Sonny Samson también jugaron un papel importante en HRW, tanto fuera como dentro del ring. La empresa realizaría dos shows al mes y ayudaría a Matt y Nick para que aprendieran de su trabajo. High Risk Wrestling pasaría realizó varios programas con mucho éxito en Hesperia, Victorville y Upland, California, el más notable fue el denominado Highway 2 Hell, que se llevó a cabo el 4 de agosto de 2007, en Hesperia, California. En el evento estelar del show, Matt y Nick formaron equipo con Marty Jannetty para partici´par en un Six-Man Tag Team Match, donde derrotaron a Joey Ryan, Karl Anderson y Diablo. Este fue el día en que Matt y Nick conocieron Marty Jannetty, quien luego se convertiría en entrenador y buen amigo de los dos.

### Total Nonstop Action Wrestling (2009–2011, 2013)
El 21 de diciembre de 2009, Matt, junto a Nick, luchó en un Dark Match de TNA iMPACT!, derrotando a The Motor City Machine Guns. Cinco días después, la presidenta de TNA Wrestling Dixie Carter anunció a través de su cuenta de Twitter que The Young Bucks habían firmado un contrato con TNA. El 11 de junio pidió su despido de TNA.
El 18 de marzo de 2013, Generation Me regresó a TNA para participar en los tapings del Tag Team Tournament One Night Only pay-per-view. Después de derrotar a Petey Williams y Sonjay Dutt en la primera ronda, fueron eliminados del torneo en la segunda ronda por el Team 3D (Bully Ray y Devon). En las grabaciones del día por día de Hardcore Justice 2, Generation Me fue derrotado en un Ladder Match por Bad Influence (Christopher Daniels y Kazarian).

### Pro Wrestling Guerrilla (2007–2018)
The Young Bucks hicieron su debut en PWG el 10 de junio de 2007 en el evento Roger Dorn Night siendo derrotados por Chris Bosh y Scott Lost. En Giant-Size Annual #4 hicieron equipo con TJ Perkins derrotando a Karl Anderson, Bino Gambino y Scott Lost. En el evento Battle of Los Angeles derrotaron a Los Luchas. En octubre en el evento Schadenfreude formaron equipo con Scorpio Sky derrotando a Los Luchas y Nemesis. En The High Cost of Doing Business fueron derrotados por Scott Lost y Joey Ryan.
El 5 de enero de 2008 en All Star Weekend 6 fueron derrotados por Naruki Doi y Masato Yoshino, la noche siguiente fueron derrotados por Tyler Black y Jimmy Jacobs. En Pearl Habra fueron derrotados por Hook Bomberry y TJ Perkins, sin embargo obtuvieron una lucha por el Campeonato Mundial en parejas de PWG esa misma noche, siendo derrotados por Scott Lost y Joey Ryan. En ¡día De Los Dangerous!  consiguieron derrotar a Ronin y Scorpio Sky, luego en Scared Straight terminaron sin resultado contra Los Luchas, en 1.21 Gigawatts lucharon por un lugar en el torneo DDT4 enfrentando a Ronin & Scorpio Sky, Hook Bomberry & TJ Perkins, y Los Luchas quienes finalmente ganaron el combate. El 6 de julio en Life During Wartime regresaron derrotando a Scott Lost & Joey Ryan, y KAZMA & MIYAWAKI. En All Star Weekend 7 formaron equipo con PAC derrotando a El Generico, Kevin Steen y Susumo Yokosuka, la noche siguiente derrotaron a Jimmy Jacobs y Tyler Black ganando el Campeonato Mundial en Parejas de PWG.
El 10 de enero de 2009 en The Gentle Art of Making Enemies retuvieron el título tras derrotar a Davey Richards y Roderick Strong, luego en Express Written Consent formaron equipo con Paul London derrotando a Karl Anderson, Scott Lost y Joey Ryan. El 11 de abril en Ninety-Nine retuvieron el título contra The Motor City Machine Guns y la noche siguiente retuvieron contra The Cutler Brothers. Como campeones tuvieron que entrar en el torneo DDT4, derrotando a The Cutler Brothers en primera ronda, en la semifinal derrotaron a Chuck Taylor y Kenny Omega y en la final derrotaron a Bryan Danielson y Roderick Strong ganando el torneo y reteniendo el título en cada una de sus luchas en el torneo. El 31 de julio en Threemendous II fueron derrotados por El Generico y Human Tornado en una lucha donde el título en parejas no estaba en juego. En Speed of Sound retuvieron el título contra Karl Anderson y Joey Ryan. En Guerre Sans Frontières formaron equipo con Brian Kendrick siendo derrotados por The Motor City Machine Guns y CIMA. En Against The Grain retuvieron el título contra Chuck Taylor y Kenny Omega. En Battle of Los Angeles 2009 retuvieron el título contra El Generico y Kevin Steen y luego tomarían un turn Heel cuando junto a Brian Kendrick atacaron a Kenny Omega.
En Kurt Russellreunion 2010 anunciaron que habían firmado un contrato con TNA Wrestling y enfrentaron a Brian Kendrick y Paul London siendo derrotados en una lucha donde el título en parejas no estaba en juego. En As The Worm Turns retuvieron el título contra El Generico y Chuck Taylor. En Titannica retuvieron el título contra The Briscoe Brothers. Participaron en el torneo DDT4 derrotando a Johnny Goodtime y Jerome Robinson en primera ronda, en semifinal derrotaron a The Cutler Brothers reteniendo el título en ambas luchas, pero en la final fueron derrotados por ¡Peligro Abejas! (El Generico & Paul London) perdiendo el título en parejas. En DIO! hicieron equipo con Malachi "CK" Jackson siendo derrotados por The Cutler Brothers y Joey Ryan. En Seven obtuvieron una lucha por el título en parejas contra The Cutler Brothers y ¡Peligro Abejas! quienes retuvieron el título en un Guerrilla Warfare Match. En Battle of Los Angeles fueron derrotados por The Cutler Brothers. En Cyanide: A Loving Tribute to Poison derrotaron a Brian Cage-Taylor y Ryan Taylor.
El 29 de enero de 2011 en Kurt Russellreunion 2: The Reunioning fueron derrotados junto a The Fightin´ Taylor Boys, por RockNES Monsters y The Cutler Brothers en una lucha donde los perdedores estarían en las primeras rondas del torneo DDT4. En la primera ronda del torneo derrotaron a Brandon Gatson y Willie Mack, en la semifinal derrotaron a The American Wolves y en la final derrotaron a Kevin Steen y Akira Tozawa ganando por segunda vez el torneo. El 9 de abril en Card Subject to Change III ganaron por segunda vez el Campeonato Mundial en Parejas de PWG tras derrotar a El Generico y Ricochet. En All Star Weekend 8 retuvieron el título contra RockNES Monsters, la noche siguiente retuvieron contra Roderick Strong y Austin Aries. En EIGHT fueron derrotados por Kevin Steen y CIMA pero el título no estaba en juego, luego en Battle of Los Angeles retuvieron el título contra The Kings of Wrestling. En The Perils of Rock N' Roll Decadence retuvieron contra Joey Ryan y Scorpio Sky, en Steenwolf retuvieron contra Future Shock (Kyle O'Reilly & Adam Cole), esa misma noche atacaron a Kevin Steen en su lucha contra El Generico, pero Super Dragon hizo su regreso atacando a los Bucks. En FEAR perdieron el título en parejas contra Steen y Super Dragon tras ser derrotados en un Guerrilla Warfare Match.
El 29 de enero de 2012 en Kurt Russellreunion 3 derrotaron a Davey Richards y Harry Smith. En World's Finest enfrentaron a RockNES Monsters y The Super Smash Brothers siendo estos últimos los ganadores. Participaron en el DDT4 pero en la primera ronda fueron derrotados por Super Smash Brothers, luego en Death to All But Metal obtuvieron una lucha por el título en parejas pero de nuevo perdieron contra Super Smash Bros. En Threemendous III los Bucks y Future Shock tuvieron una oportunidad por el título en parejas contra Super Smash Bros en un Ladder Match, saliendo victorioso los Super Smash Bros, durante esta lucha atacaron al árbitro Rick Knox quien los retaría a una lucha en el siguiente evento. En Battle of Los Angeles, formaron equipo con Brian Cage, siendo derrotados por El Generico, Rick Knox y Kevin Steen. En Failure to Communicate fueron derrotados por El Generico y Kenny Omega, luego en Mystery Vortex fueron derrotados por Roderick Strong y Eddie Edwards.
El 12 de enero de 2013 participaron en el torneo DDT4 derrotando a Ricochet y Rich Swann en la primera ronda, en la segunda ronda ganaron el Campeonato Mundial en Parejas de PWG por tercera vez tras derrotar a Michael Elgin y Brian Cage y en la final retuvieron el título tras derrotar a Kevin Steen y El Generico ganando por tercera vez el torneo. En All Star Weekend 9 derrotaron a Chuck Taylor y Johnny Gargano y la noche siguiente retuvieron el título tras derrotar a Roderick Strong y Eddie Edwards. El 15 de junio en Is Your Body Ready? derrotaron a AR Fox y Samurái del Sol. El 9 de agosto en TEN, retuvieron los títulos contra DoJo Bros (Roderick Strong & Eddie Edwards) e Inner City Machine Guns (Rich Swann & Ricochet) en una Ladder Match. En Battle of Los Angeles 2013, formaron equipo con Adam Cole derrotando a TJ Perkins y Forever Hooligans la primera noche, y en la segunda noche junto a Cole de nuevo, derrotaron a AR Fox, Rich Swann y Candice LeRae, esa misma noche formaron una alianza con Kevin Steen y Adam Cole, atacando al ganador del torneo, Kyle O'Reilly y otros miembros del roster. Más tarde esta alianza se haría llamar "The Mount Rushmore of Wrestling". En Matt Rushmore, retuvieron el título contra Candice LeRae y Joey Ryan y más tarde ayudaron a Cole a retener su título ante Kyle O'Reilly. En All Star Weekend X, junto a Steen derrotaron a Rich Swann, AR Fox y Ricochet, la noche siguiente fueron derrotados por Drake Younger, Joey Ryan y Candice LeRae. El 18 de marzo en Mystery Vortex II retuvieron el título contra Trent? y Chuck Taylor. El 23 de mayo en Sold our Soul for Rock 'n Roll, junto a Steen derrotaron a Cedric Alexander, Trevor Lee y Johnny Gargano. En ELEVEN perdieron el título en parejas de PWG contra Joey Ryan y Candice LeRae en un Guerrilla Warfare Match, en ese mismo evento atacaron a Kevin Steen en su despedida de PWG.

### Circuito independiente (2008–2009)
The Young Bucks debutaron en el primer evento de Dragon Gate USA el 25 de julio de 2009, derrotando a CIMA y Susumu Yokosuka. El 9 de noviembre en Open the Untouchable Gate obtuvieron su primera derrota, frente a Ryo Saito y Genki Horiguchi. En Open the Freedom Gate los dos entraron individualmente en el torneo para determinar el primer Campeón de DGUSA, pero ambos perdieron en un 6-Way Match en el que también compitieron Lince Dorado, Hallowicked, Johnny Gargano y Gran Akuma, siendoeste último el ganador de la lucha.

### Ring of Honor (2009–2018)
Matt y Nick hicieron su debut en Ring of Honor (ROH) el 29 y 30 de mayo de 2009, derrotando a los equipos de Sal Rinauro y Brandon Day y Silas Young y Bobby Fish, respectivamente, en partidos grabados para los episodios del 27 de junio y 18 de julio de 2009. Ring of Honor Wrestling en HDNet. El 26 de septiembre de 2009, en Glory by Honor VIII: The Final Countdown, derrotaron a los cinco veces campeones del Campeones Mundiales en Parejas de ROH The Briscoe Brothers (Jay & Mark). El 19 de diciembre en Final Battle, el primer pago en vivo de ROH, los Young Bucks obtuvieron otra gran victoria, esta vez sobre los excampeones mundiales de ROH, Kevin Steen y El Generico. Después de firmar contratos con Total Nonstop Action Wrestling, The Young Bucks luchó sus últimas grabaciones de HDNet en enero de 2010, derrotando a The American Wolves (Davey Richards & Eddie Edwards) el día 8 y perdiendo ante los Briscoes en un partido por el título de equipo mundial de ROH. El 29 de enero, los Young Bucks lucharon en su lucha de despedida de ROH, un combate de equipo de ocho hombres, donde se unieron con The Briscoe Brothers en un esfuerzo por perder contra los The American Wolves y The Kings of Wrestling (Chris Hero & Claudio Castagnoli).
El 23 de julio, Matt y Nick regresaron con su nombre de Generación Me y fueron derrotados por The American Wolves. Al día siguiente fueron derrotados por los Campeones Mundiales en Parejas de ROH, Kings of Wrestling, en un combate no titular. Después de que los Young Bucks obtuvieran un lanzamiento de TNA, ROH anunció el 24 de agosto de 2011 que regresarían a la empresa el 17 de septiembre en Death Before Dishonor IX. En el pay-per-view, los Young Bucks derrotaron a Future Shock (Adam Cole y Kyle O'Reilly) y a los Bravado Brothers en un Elimination Match. El 23 de diciembre en Final Battle, The Young Bucks ganó un combate de guantelete de cuatro equipos para ganar una oportunidad en el Campeonato Mundial en Parejas de ROH. En el ROH 10th Anniversary Show el 4 de marzo, The Young Bucks no tuvieron éxito en su desafío por el título. Los Young Bucks dejaron ROH más adelante en el año, compitiendo por última vez en una grabación televisiva de Ring of Honor Wrestling el 3 de agosto, donde perdieron ante Caprice Coleman y Cedric Alexander en la ronda inaugural de un torneo para coronar a los nuevos Campeones Mundiales en Parejas de ROH.
The Young Bucks regresaron al All-Star Extravaganza V el 3 de agosto, donde fueron derrotados por Adrenaline Rush (ACH y TaDarius Thomas) en su regreso; un Triple Threat Match, que también incluía C&C Wrestle Factory (Caprice Coleman y Cedric Alexander). El 17 de agosto en Manhattan Mayhem V, los Young Bucks fueron derrotados por los Forever Hooligans (Alex Koslov y Rocky Romero) en lo que fue anunciado como un Dream Match. El 8 de marzo de 2014, los Young Bucks derrotaron a reDRagon (Bobby Fish y Kyle O'Reilly) para ganar el Campeonato Mundial en Parejas de ROH por primera vez. Perdieron el título de nuevo contra reDRagon el 17 de mayo en War of the Worlds. Los Young Bucks recibieron una revancha por el título el 6 de septiembre en All Star Extravaganza 6, pero nuevamente fueron derrotados por reDRagon. Otra revancha el 1 de marzo de 2015, en el ROH 15th Anniversary Show, terminó con otra victoria para reDRagon. El 30 de septiembre de 2016, The Young Bucks derrotó a The Addiction (Christopher Daniels & Frankie Kazarian) y The Motor City Machine Guns (Alex Shelley & Chris Sabin) en un Ladder War VI de tres vías en All Star Extravaganza VIII para ganar el Campeonato Mundial en Parejas de ROH por segunda vez.
El 3 de diciembre, se informó que The Young Bucks había firmado un nuevo contrato de dos años, que cubre tanto ROH como New Japan Pro-Wrestling (NJPW). El 4 de marzo de 2017, The Young Bucks perdió el Campeonato Mundial en Parejas de ROH ante The Hardys (Broken Matt & Brother Nero). El 1 de abril en Supercard of Honor XI, The Young Bucks recuperó el Campeonato Mundial en Parejas de ROH de The Hardys en un Ladder Match. El 20 de agosto, The Young Bucks se convirtió en doble campeón, cuando se unieron con su compañero de Bullet Club, Adam Page, para formar un trío llamado "The Hung Bucks" y derrotaron a Dalton Castle y The Boys en el Campeonato Mundial en Parejas de Seis-Hombres de ROH. El 22 de septiembre en Death Before Dishonor XV, The Young Bucks perdió el Campeonato Mundial en Parejas de ROH contra The Motor City Machine Guns. En Final Battle, los Bucks perderían ante The Briscoes y SoCal Uncensored en un Ladder War. Al día siguiente, los Bucks dejaron ROH.

### New Japan Pro-Wrestling (2013–2019)

#### 2013-2016
El 15 de octubre de 2013, la New Japan Pro-Wrestling anunció que los Buck harían su debut en la promoción como parte del 2013 Super Jr. Tag Tournament. En su debut, el 25 de octubre, se presentaron como parte del stable heel Bullet Club. En su primer combate, derrotaron a Barreta & Brian Kendrick, para avanzar a las semifinales. El 6 de noviembre, The Young Bucks primero derrotó a Gedo y Jado en las semifinales y luego a otro equipo del Caos, los Forever Hooligans, en la final para ganar el Super Jr. Tag Tournament 2013.
Como resultado de su victoria, The Young Bucks recibió una oportunidad en el Campeonato Peso Pesado Junior en Parejas de la IWGP y el 9 de noviembre en Power Struggle, derrotó a Suzuki-gun (Taichi & Taka Michinoku) para convertirse en los nuevos campeones. Los Young Bucks regresaron a New Japan el 4 de enero de 2014, en Wrestle Kingdom 8, donde hicieron su primera defensa exitosa del título en un Fatal 4-Way Match contra los Forever Hooligans (Alex Koslov & Rocky Romero), Suzuki-gun y Time Splitters (Alex Shelley & Kushida). Los Young Bucks hicieron su segunda defensa exitosa del título el 11 de febrero en The New Beginning in Osaka contra los Time Splitters. Hacia el final del combate, Matt legítimamente se rompió la mano. Más tarde, ese mismo evento, Nick se enfrentó y desafió al Campeonato Peso Pesado Junior de la IWGP Kota Ibushi. Nick recibió su oportunidad por el título el 3 de abril, pero fue derrotado por Ibushi. Tres días después, en Invasion Attack, The Young Bucks defendió con éxito el Campeonato Peso Pesado Junior en Parejas de la IWGP contra Ibushi y El Desperado. El 3 de mayo en Wrestling Dontaku, The Young Bucks hizo su cuarta defensa exitosa del título contra los Forever Hooligans. Los Young Bucks hicieron su quinta defensa exitosa el 10 de mayo durante el evento de Global Wars de NJPW y ROH coproducido en Toronto, derrotando a Forever Hooligans y Time Splitters en un Triple Threat Match. Del 30 de mayo al 6 de junio, The Young Bucks participó en el torneo Best of the Super Juniors, donde lucharon en bloques separados. Ambos terminaron con un récord de cuatro victorias y tres derrotas, faltando por poco el avance a las semifinales. Como resultado de perder ante Alex Shelley y Kushida durante el torneo, The Young Bucks y Time Splitters se enfrentaron en otra pelea por el Campeonato Peso Pesado Junior en Parejas de la IWGP el 21 de junio en Dominion 6.21, donde el reinado de siete meses de The Young Bucks llegó a un final.
Los Young Bucks recibieron una revancha por el título el 13 de octubre en King of Pro-Wrestling en un Triple Threat Match que también involucraba a Forever Hooligans, pero nuevamente fueron derrotados por Time Splitters. En noviembre, The Young Bucks llegó a la final del Super Junior Tag Tournament, donde fueron derrotados por reDRagon. El 4 de enero de 2015, en Wrestle Kingdom 9, The Young Bucks desafiaron sin éxito a reDRagon por el Campeonato Peso Pesado Junior en Parejas de la IWGP en donde también involucra a Forever Hooligans y Time Splitters. El 11 de febrero en The New Beginning in Osaka, The Young Bucks derrotó a reDRagon y Time Splitters en un Triple Threat Match para ganar el Campeonato Peso Pesado Junior en Parejas de la IWGP por segunda vez. El 5 de abril en Invasion Attack, The Young Bucks perdió los títulos ante Roppongi Vice (Beretta % Rocky Romero) en su primera defensa del título. Los Young Bucks recuperaron el título de Roppongi Vice el 3 de mayo en Wrestling Dontaku en donde que también incluyó reDRagon. Hicieron su primera defensa del título exitosa en una revancha el 5 de julio en Dominion 7.5 in Osaka-jo Hall. Perdieron el título de reDRagon en su segunda defensa el 16 de agosto. Los Young Bucks ganaron el título por cuarta vez el 4 de enero de 2016, en Wrestle Kingdom 10. Su reinado terminó en su primera defensa el 11 de febrero en The New Beginning in Osaka, donde fueron derrotados por Matt Sydal y Ricochet en un partido a tres bandas, que también involucró a reDRagon.

#### 2016-2019

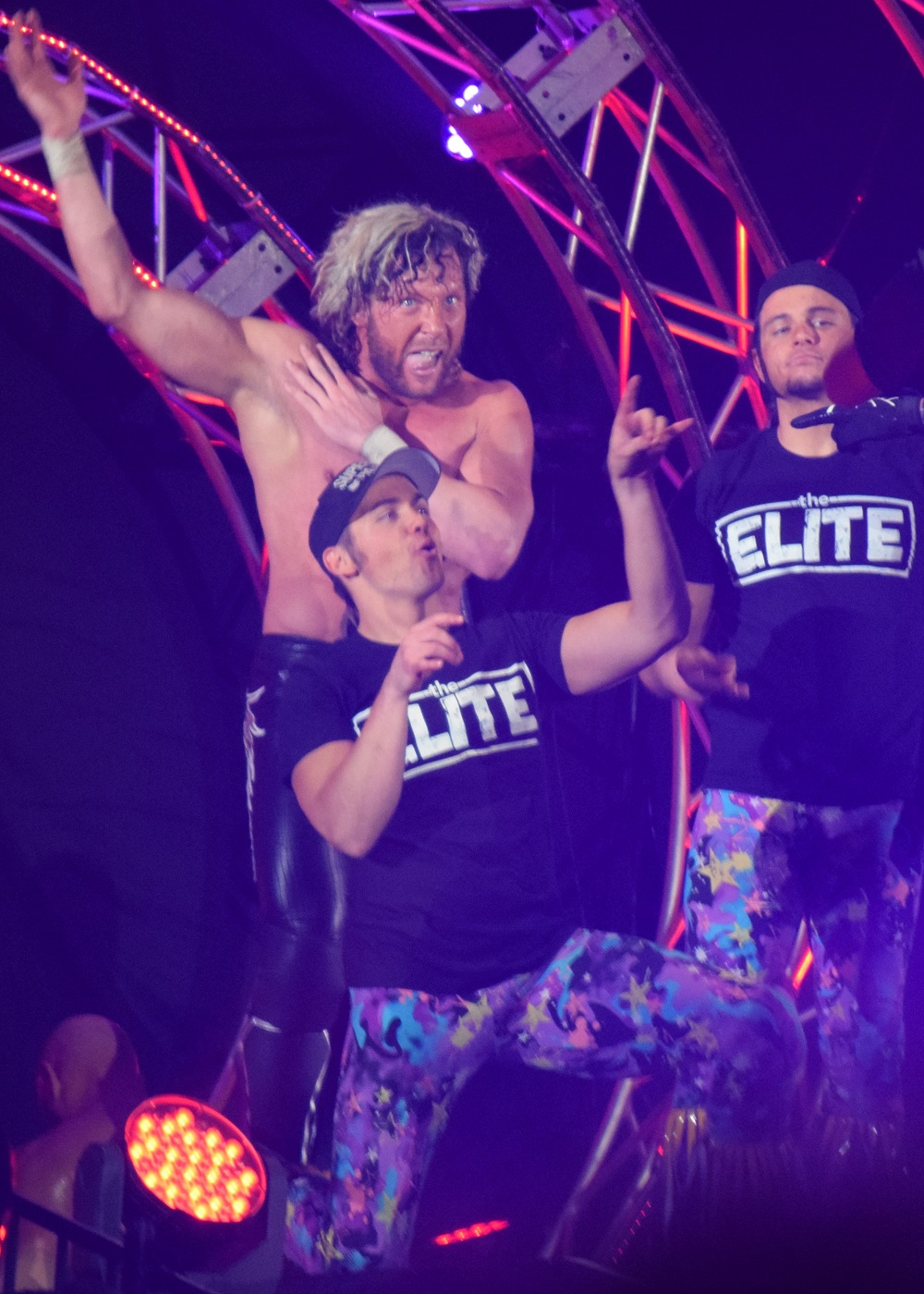
The Young Bucks con Kenny Omega como "The Elite" en febrero de 2016.

A principios de 2016, The Young Bucks formó el subgrupo Bullet Club llamado "The Elite" con Kenny Omega, después de ayudarlo a patear a A.J. Styles fuera del establo. El 20 de febrero en Honor Rising: Japan, The Elite derrotó a Jay Briscoe, Mark Briscoe y Toru Yano para ganar el Campeonato en Parejas de Peso Abierto 6-Man NEVER. Perdieron el título ante Hiroshi Tanahashi, Michael Elgin y Yoshitatsu el 10 de abril en Invasion Attack, antes de recuperarlo el 3 de mayo en Wrestling Dontaku. El 19 de junio en Dominion 6.19 in Osaka-jo Hall, The Young Bucks ganó el Campeonato Peso Pesado Junior en Parejas de la IWGP por quinta vez al derrotar a Matt Sydal y Ricochet, reDRagon y Roppongi Vice en un Elimination Match. El 3 de julio, The Young Bucks y Omega perdieron el Campeonato en Parejas de Peso Abierto 6-Man NEVER ante Matt Sydal, Ricochet y Satoshi Kojima. Después de su victoria, The Young Bucks hizo un desafío por el Campeonato en Parejas de la IWGP, lo que llevó a un combate el 22 de septiembre en Destruction in Hiroshima, donde desafiaron sin éxito a los campeones reinantes The Briscoe Brothers. Tres días después, en Destruction in Kobe, los Young Bucks y Adam Cole fueron derrotados por David Finlay, Ricochet y Satoshi Kojima por el vacante Campeonato en Parejas de Peso Abierto 6-Man NEVER. Esto condujo a un partido el 10 de octubre en King of Pro-Wrestling, donde The Young Bucks defendió con éxito el Campeonato Peso Pesado Junior en Parejas de la IWGP contra Finlay y Ricochet. El 4 de enero de 2017, en Wrestle Kingdom 11, The Young Bucks perdió los títulos ante Roppongi Vice. Los Young Bucks recuperaron el título de Roppongi Vice el 11 de junio en Dominion 6.11 in Osaka-jo Hall. Perdieron el título ante Funky Future (Ricochet & Ryusuke Taguchi) el 13 de agosto. El 4 de enero de 2018, The Young Bucks derrotó a Roppongi 3K (Sho & Yoh) en Wrestle Kingdom 12 para ganar el Campeonato Peso Pesado Junior en Parejas de la IWGP por séptima vez Su reinado duró solo 24 días antes de perder los títulos con Roppongi 3K en The New Beginning in Sapporo.
El 24 de febrero de 2018, The Young Bucks anunció que se subirían a la división en parejas a la categoría Heavyweight de NJPW. En Strong Style Evolved, perdieron contra los Golden☆Lovers. En Sakura Genesis, lograron su primera victoria en la división en parejas de peso pesado contra sus compañeros de equipo de Bullet Club (Chase Owens y Yujiro Takahashi). En Wrestling Dontaku, ganaron el Campeonato en Parejas de Peso Abierto 6-Man NEVER por tercera vez, esta vez con Marty Scurll bajo el nombre de equipo Super Vilains. En Dominion 6.9 in Osaka-jo Hall, derrotaron a Los Ingobernables de Japón (Evil & Sanada) para ganar el Campeonato en Parejas de la IWGP por primera vez, convirtiéndose en el segundo equipo en ganar los títulos de IWGP Jr. y Heavyweight Tag Team, y el primer dúo en ganar los tres campeonatos por equipos de NJPW (IWGP Tag Team, IWGP Jr. Tag Team y NEVER Openweight 6-Man Tag Team) juntos. El 12 de agosto durante el G1 Climax 28, los Super Vilains perdieron su Campeonato en Parejas de Peso Abierto 6-Man NEVER contra Tama Tonga, Tanga Loa y Taiji Ishimori, todos parte de la sub-facción rebelde Bullet Club (Firing Squad OC). En Fighting Spirit Unleashed, perdieron los Campeonatos en Parejas de la IWGP frente a Tama Tonga y Tanga Loa. El 4 de enero de 2019 en Wrestle Kingdom 13, The Young Bucks participaron una pelea el Campeonato en Parejas de la IWGP contra Guerrillas of Destiny y Los Ingobernables de Japón (Sanada y Evil), pero cayeron derrotados, siendo esto su última aparición en la NJPW. El 7 de febrero de 2019, sus perfiles fueron eliminados del sitio web de NJPW.

### All In (2018)
En 2017, Dave Meltzer sugirió que un espectáculo de lucha independiente no podría vender una arena de diez mil asientos en los Estados Unidos. Los Bucks , junto con Cody, tuvieron la idea al planear un espectáculo específicamente con el propósito de atraer a diez mil fanáticos. El espectáculo, llamado "All In", se llevará a cabo el 1 de septiembre de 2018 en el Sears Center Arena e incluirá a muchos luchadores populares de diversas promociones, incluyendo Ring of Honor, New Japan Pro-Wrestling, Lucha Libre AAA Worldwide, Impact Wrestling y Lucha Underground, entre otros. El 13 de mayo de 2018, las entradas para "All In" se agotaron en 30 minutos.

### All Elite Wrestling (2019-presente)
El anuncio oficial de la creación de All Elite Wrestling se produjo a la medianoche de la hora del Pacífico el 1 de enero de 2019 en un episodio de Being the Elite, una serie web de YouTube. creado por y con The Elite. También se anunció en el episodio "Double or Nothing", el evento inaugural de AEW y la secuela de "All In". El 2 de enero de 2019, Cody y The Young Bucks firmaron oficialmente contratos de cinco años con la empresa, actuando como vicepresidentes ejecutivos de AEW, mientras que el empresario, ejecutivo de fútbol y fanático de la lucha desde hace mucho tiempo Tony Khan fue anunciado como el presidente de la compañía. El 8 de enero de 2019, la compañía celebró su conferencia de prensa inaugural en el patio del TIAA Bank Field, donde anunciaron talentos que iban a actuar como parte de la empresa, incluidos a Joey Janela, Christopher Daniels, Scorpio Sky, PAC, Frankie Kazarian y Chris Jericho. También anunciaron una relación de trabajo con la promoción de lucha libre profesional china Oriental Wrestling Entertainment (OWE), una organización fundada por Cima.
Para promover su nueva empresa, The Young Bucks, Cody, Hangman Page y Brandi Rhodes se presentaron sin previo aviso al luchador Joey Ryan en el sur de California, Bar Wrestling, el 16 de enero de 2019.
El 25 de mayo, los Bucks debutaron en el inaugural evento de Double or Nothing quienes derrotó a Lucha Brothers (Pentagón Jr. y Rey Fénix) para retener el Campeonato Mundial en Parejas de AAA. El 29 de junio, los Bucks hicieron su segundo aparición en Fyter Fest donde quienes hicieron equipo con Kenny Omega derrotando a The Lucha Bros (Rey Fénix & Pentagón Jr.) y Laredo Kid. El 13 de julio, los Bucks hicieron su tercera aparición en Fight for the Fallen derrotando a Cody & Dustin Rhodes.
En Full Gear, derrotaron a FTR (Dax Harwood & Cash Wheeler) ganando los Campeonatos Mundiales en Parejas de AEW por primera vez. En el Dynamite: Holiday Bash, derrotaron a The Acclaimed (Anthony Bowens & Max Caster) reteniendo los Campeonatos Mundiales en Parejas de AEW.
Ya en 2021, en el Dynamite del 17 de febrero, derrotaron a Proud-N-Powerful (Santana & Ortiz) y retuvieron los Campeonatos Mundiales en Parejas de AEW. En  Revolution, derrotaron a The Inner Circle (Chris Jericho & MJF) y retuvieron los Campeonatos Mundiales en Parejas de AEW. En el Dynamite del 14 de abril, derrotaron a Death Triangle (PAC & Rey Fénix) reteniendo los Campeonatos Mundiales en Parejas de AEW. En el Dynamite del 12 de mayo, derrotaron a SCU (Frankie Kazarian & Christopher Daniels) reteniendo los Campeonatos Mundiales en Parejas de AEW y obligando a que SCU a separarse como equipo, la siguiente semana en Dynamite, derrotaron a Varsity Blonds (Brian Pillman Jr. & Griff Garrison) reteniendo los Campeonatos Mundiales en Parejas de AEW, después del combate, fueron confrontados y atacados por Jon Moxley & Eddie Kingston.

### Lucha Libre AAA Worldwide (2019)
El 16 de marzo de 2019, los Bucks hicieron su debut en la empresa mexicana Lucha Libre AAA Worldwide (AAA) como parte de alianza con All Elite Wrestling (AEW) en el evento de Rey de Reyes donde retaron a los recién coronados como Campeones Mundiales en Parejas de la AAA los Lucha Brothers (Fénix & Pentagón Jr.) quienes derrotaron a Los Mercenarios (El Texano Jr. & Rey Escorpión). Más tarde esa misma noche, los Bucks lograron derrotar a los Lucha Brothers para ganar sus títulos de AAA, siendo esto su primer campeonato en México.
El 16 de junio de 2019 en el evento de Verano de Escándalo, los Bucks hicieron su segunda aparición en la AAA, en donde perdiendo los títulos en una revancha contra los Lucha Brothers. El 3 de agosto en Triplemanía XXVII, los Bucks junto con Kenny Omega aparecieron como The Elite por primera vez en México donde cayeron derrotados por Fénix, Pentagón Jr. y Laredo Kid en una revancha de Fyter Fest.

## En lucha
- Movimientos finales
  -  Indytaker (Spike Tombstone Piledriver).
  -  Meltzer Driver (450° splash de Nick junto a un Spike Tombstone Piledriver hecho por Matt).
  - More Bang for Your Buck[1] (Rolling fireman's carry slam de Matt, seguido de 450° splash de Nick y finalizado con diving moonsault de Matt).[19]
  - Double superkick.[20]

- Movimientos de firma
  - Crazy Dive[21][22] (Pendulum dropkick de Matt a un oponente fuera del ring seguido de skin the cat para un aided corkscrew suicide dive).
  - N'Sync[21][22][23] (Double hip toss seguido de handspring double low-angle dropkick a la cara del oponente).
  - Corkscrew neckbreaker de Matt sobre la rodilla de Nick.[24]
  - Simultáneos springboard splash de Nick y standing moonsault de Matt.[23]
  - Simultáneos 450° splashes.[25]
  - Combinación de wheelbarrow facebuster de Matt y slingshot sitout facebuster de Nick.[21][22][26]
  - Combinación de headscissors de Matt y superkick de Nick.
  - Standing powerbomb de Matt contra las rodillas de Nick, sentado en el turnbuckle.[27]
  - Double dropkick.[1]
  - Poetry in motion.[23]
  - Superkick Party (Múltiples Superkicks de ambos alternándose, a un oponente arrodillado).

- Managers
  - Brian Kendrick
  - Bad Luck Fale
  - Prince Devitt
  - Tama Tonga
  - AJ Styles
  - Kenny Omega
  - Adam "Hangman" Page
  - Marty Scurll
  - Kota Ibushi
  - Chris Jericho

## Campeonatos y logros
- All Elite Wrestling

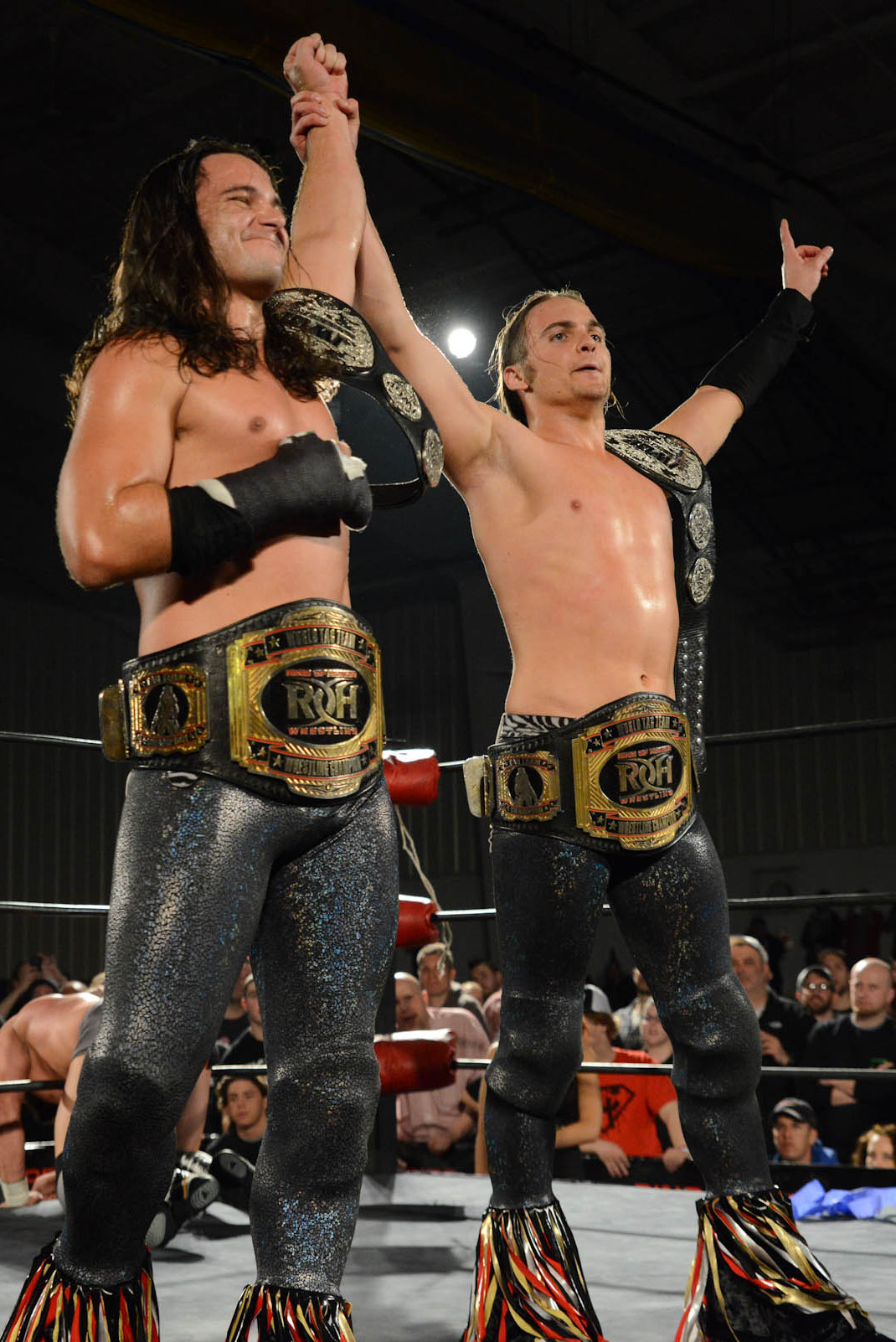
Th Young Bucks - Matt y Nick - son tres veces Campeones Mundiales de Parejas de ROH (alrededor de la cintura) y siete veces Campeones en Parejas Peso Pesado Junior de la IWGP (sobre sus hombros).

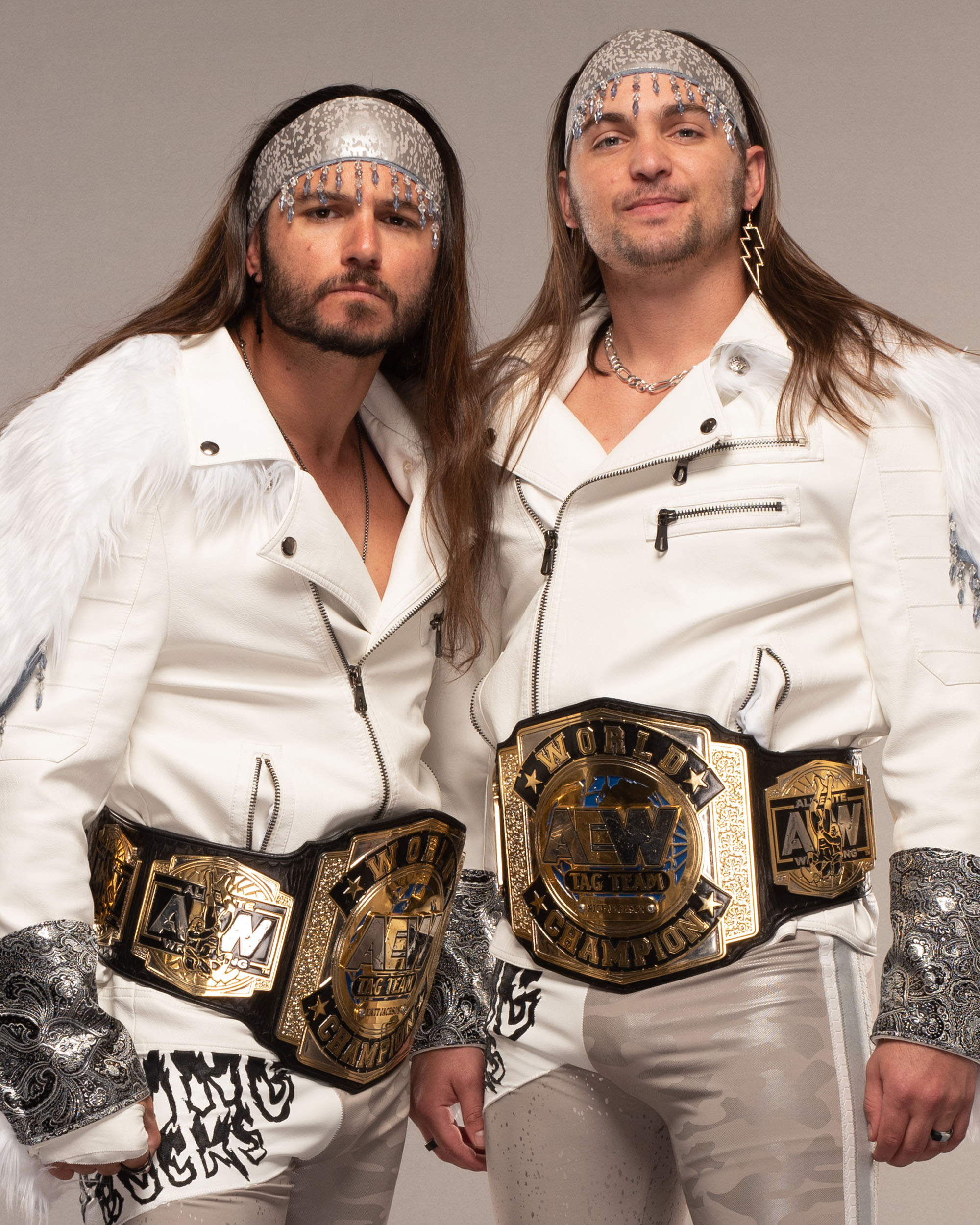
Th Young Bucks - Matt y Nick - como Campeones Mundiales de Parejas de AEW.

  - AEW World Tag Team Championship (3 veces, actual)
  - AEW World Trios Championship (2 veces, inaugurales – récord) – con Kenny Omega
  - Tag Team Casino Battle Royale (2022)
  - Dynamite Award (3 veces)
    - LOL Award (2021) – The Young Bucks kick MJF into a pool – Chris Jericho's Rock 'N' Wrestling Rager at Sea (January 22)
    - Bleacher Report PPV Moment of the Year (2021) – Stadium Stampede match (The Elite vs. The Inner Circle) at Double or Nothing
    - Best Tag Team Brawl (2022) - Young Bucks vs Lucha Brothers, Steel Cage Match

- Alpha Omega Wrestling
  - AOW Tag Team Championship (1 vez)

- Alternative Wrestling Show
  - AWS Tag Team Championship (1 vez)[1]

- CHIKARA Pro.
  - Chikara Campeonatos de Parejas (1 vez)[28]

- Dragon Gate USA
  - Open the United Gate Championship (1 vez)[29]

- Empire Wrestling Federation
  - EWF Tag Team Championship (1 vez)[1]

- Family Wrestling Entertainment
  - FWE Tag Team Championship (1 vez)

- Future Stars of Wrestling
  - FSW Tag Team Championship (1 vez)[30]

- High Risk Wrestling
  - Sole Survivor Tournament (2006) – Nick Jackson[31]

- House of Glory
  - HOG Tag Team Championship (1 vez)[32]

- Insane Wrestling League
  - IWL Tag Team Championship (2 veces)[33]

- Lucha Libre AAA Worldwide/AAA
  - Campeonato Mundial en Parejas de AAA (1 vez)

- New Japan Pro-Wrestling/NJPW
  - IWGP Tag Team Championship (1 vez)
  - IWGP Junior Heavyweight Tag Team Championship (7 veces)[34]
  - NEVER Openweight Six-Man Tag Team Championship (3 veces) - con Kenny Omega (2) y Marty Scurll (1)
  - Super Jr. Tag Tournament (2013)[35]

- Pro Wrestling Destination
  - PWD Tag Team Championship (1 vez, actual)[36]

- Pro Wrestling Guerrilla/PWG
  - PWG World Tag Team Championship (4 veces)[1]
  - Dynamite Duumvirate Tag Team Title Tournament (2009)[1]
  - Dynamite Duumvirate Tag Team Title Tournament (2011)[1]
  - Dynamite Duumvirate Tag Team Title Tournament (2013)[1]
  - Reinado más largo como PWG World Tag Team Champions (631 días)

- Ring of Honor/ROH
  - ROH World Tag Team Championship (3 veces)[37]
  - ROH World Six-Man Tag Team Championship (3 veces) - con Adam Page (2) y Cody Rhodes (1)
  - ROH Year-End Award (1 vez)
    - Tag Team of the Year (2017)[38]

- Squared Circle Wrestling
  - 2CW Tag Team Championship (1 vez)

- World Series Wrestling
  - WSW Tag Team Championship (1 vez)

- Pro Wrestling Illustrated
  - Lucha del año (2020) vs. The Elite ("Hangman" Adam Page & Kenny Omega) en Revolution
  - Equipo del año (2017 y 2018)
  - Situado en el N°1 en los PWI Tag Team 50 de 2021

- Wrestling Observer Newsletter
  - Best Wrestling Maneuver (2009) More Bang for Your Buck[39]
  - Lucha 5 estrellas (2016) con Adam Cole vs. Matt Sydal, Ricochet y Will Ospreay el 3 de septiembre
  - Lucha 5 estrellas (2018)  vs. Golden Lovers (Kota Ibushi & Kenny Omega) en Strong Style Evolved el 25 de marzo
  - Lucha 5¼ estrellas (2019) vs. Lucha Brothers (Fénix & Pentagón Jr.) en All Out el 31 de agosto
  - Lucha 6 estrellas (2020) vs. The Elite ("Hangman" Adam Page & Kenny Omega) en Revolution el 29 de febrero
  - Lucha 5¼ estrellas (2020) vs. FTR (Cash Wheeler & Dax Harwood) en Full Gear el 7 de noviembre
  - Lucha 5 estrellas (2021) vs. Death Triangle (Rey Fénix & PAC) en Dynamite el 8 de abril
  - Lucha 5.75 estrellas (2021) vs. Lucha Brothers (Penta El Zero M & Rey Fénix) en All Out 2021 el 5 de septiembre
  - Lucha 5 estrellas (2021) con Adam Cole vs Christian Cage & Jurassic Express (Jungle Boy & Luchasaurus) en Full Gear el 13 de noviembre
  - Lucha 5 estrellas (2022) vs. Lucha Brothers (Penta Oscuro  & Rey Fénix) en Rampage #44 el 3 de junio
  - Lucha 5 estrellas (2023) con Kenny Omega vs. Death Triangle (PAC, Penta El Zero M  & Rey Fénix) en Dynamite el 11 de enero
  - Lucha 5 estrellas (2023) con Kenny Omega & "Hangman" Adam Page vs. Blackpool Combat Club (Jon Moxley, Bryan Danielson, Claudio Castagnoli & Wheeler Yuta) en Double or Nothing el 28 de mayo